# The Sims: Balanga
The Sims Balanga (ang. The Sims: House Party) – drugi dodatek do gry komputerowej The Sims. Został wydany przez Electronic Arts 28 marca 2001 roku na platformy Microsoft Windows i OS X.

## Opis
W rozszerzeniu dodano kilka nowych rozwiązań np. świecąca podłoga do tańczenia, elektryczny byk, na którym gracz może ćwiczyć kondycję. Pojawiła się możliwość zapraszania znajomych na imprezy.
W The Sims Balanga pojawia się także możliwość wynajęcia bufetowego. Pojawia się wiele nowych elementów takich jak: stroje, kufry, stół bufetowy, waza do ponczu i inne.